# Саммит G-20 на Бали (2022)
Са́ммит G-20 на Ба́ли — семнадцатая встреча глав государств Группы двадцати (G20), прошедшая 15-16 ноября 2022 года в Индонезии, на острове Бали.

## Участники саммита
Индонезийское председательство «двадцатки» в начале декабря 2021 года объявило, что саммит будет проведён в октябре-ноябре 2022 года на острове Бали, который вместе с небольшими близлежащими островками составляет одноимённую провинцию этой страны. Этот саммит стал первым для канцлера Германии Олафа Шольца, премьер-министра Австралии Энтони Албаниза, президента Южной Кореи Юн Сок Ёля, главы правительства Италии Джорджи Мелони и премьер-министра Великобритании Риши Сунака. Вместо престарелого саудовского короля Салмана на встречу прибыл кронпринц Мухаммед. Мексику представлял министр иностранных дел Марсело Эбрард.
В связи со вторжением России на Украину, западные страны добивались от хозяйки саммита отстранить Россию от участия в мероприятии, угрожая в ином случае бойкотировать встречу. Несмотря на давление, Индонезия направила приглашение президенту Владимиру Путину. Был также приглашен президент Украины Владимир Зеленский в качестве гостя. По словам премьера Италии Марио Драги, индонезийский президент якобы исключил возможность приезда Путина. А премьер-министр Великобритании Борис Джонсон назвал российского лидера «изгоем». Осенью Драги и Джонсон покинули свои посты из-за правительственных кризисов, и в саммите G-20 принимали участие их преемники. В итоге за несколько дней до саммита стало известно, что президенты РФ и Украины туда не прилетят, а Путин даже отказался выступать в онлайн-формате. Россию представил министр иностранных дел Сергей Лавров.

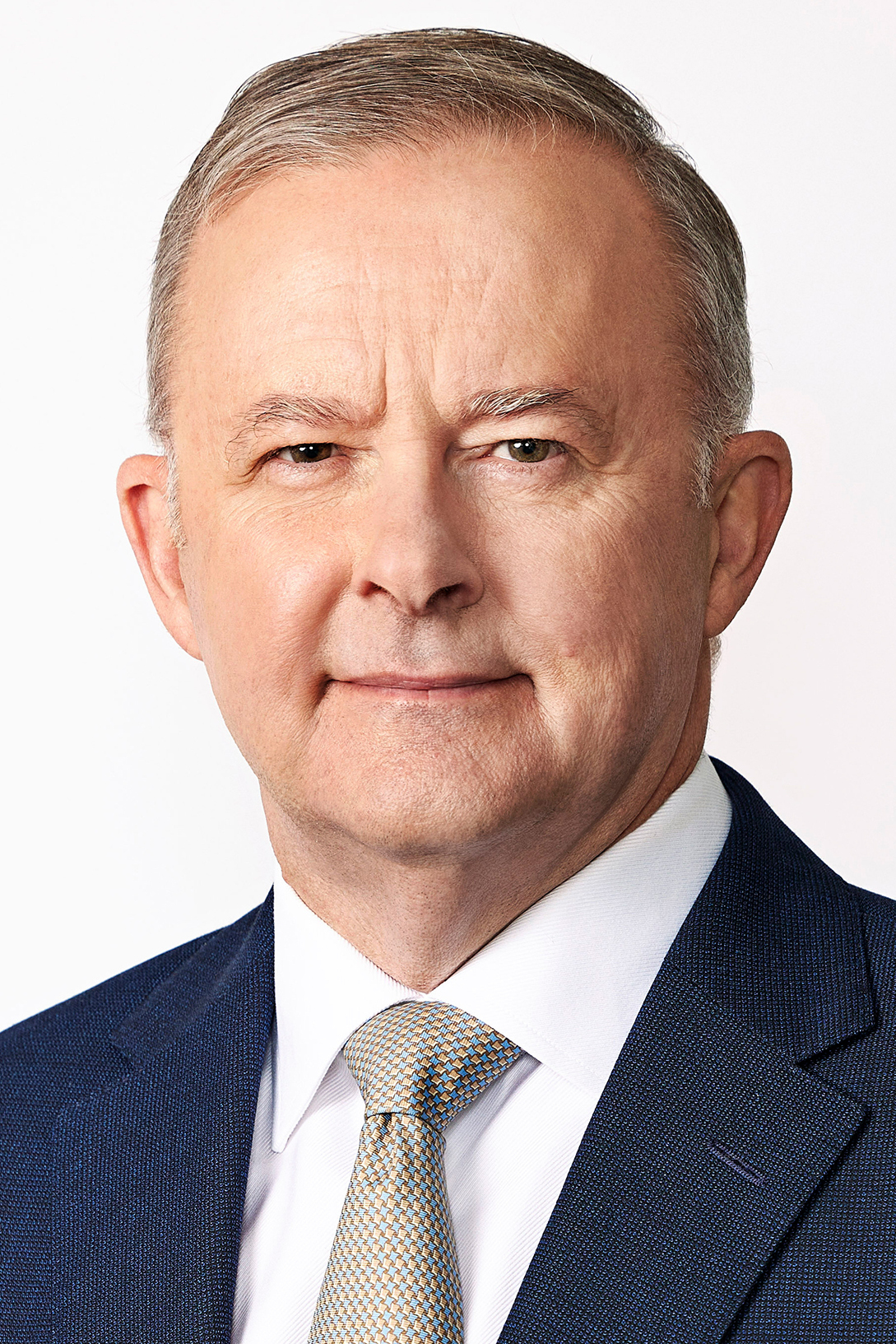
Австралия Энтони Албаниз, Премьер-министр
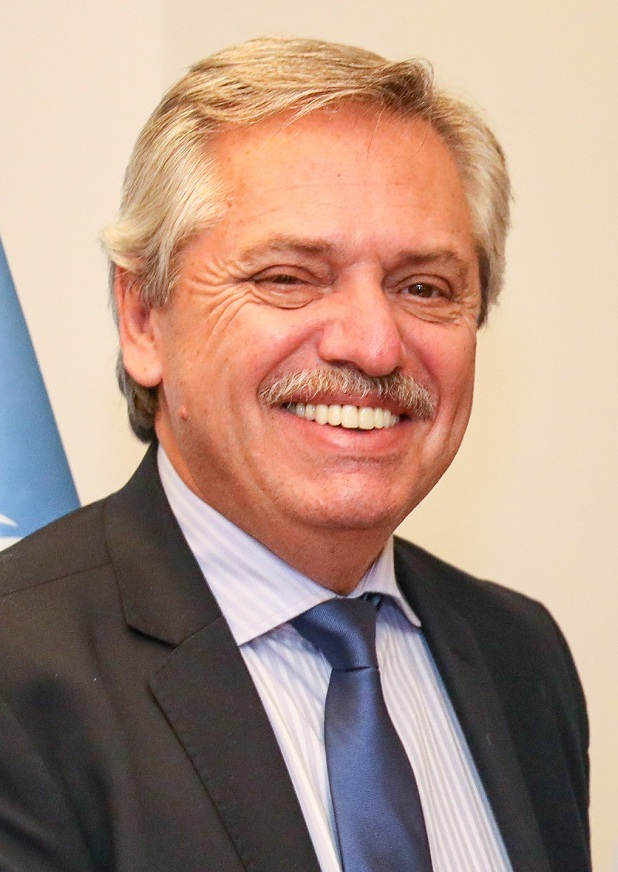
Аргентина Альберто Фернандес, Президент
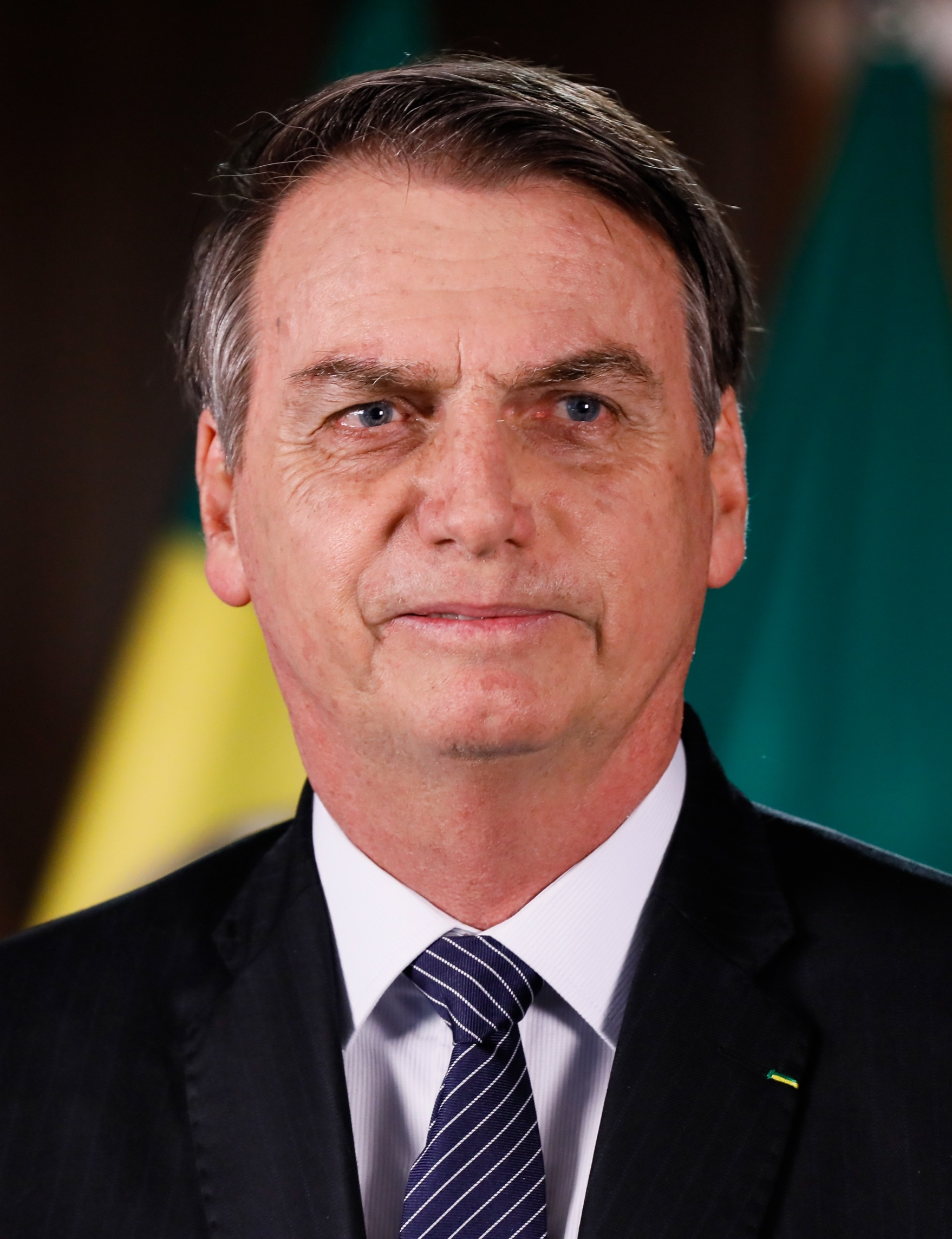
Бразилия Жаир Болсонару, Президент
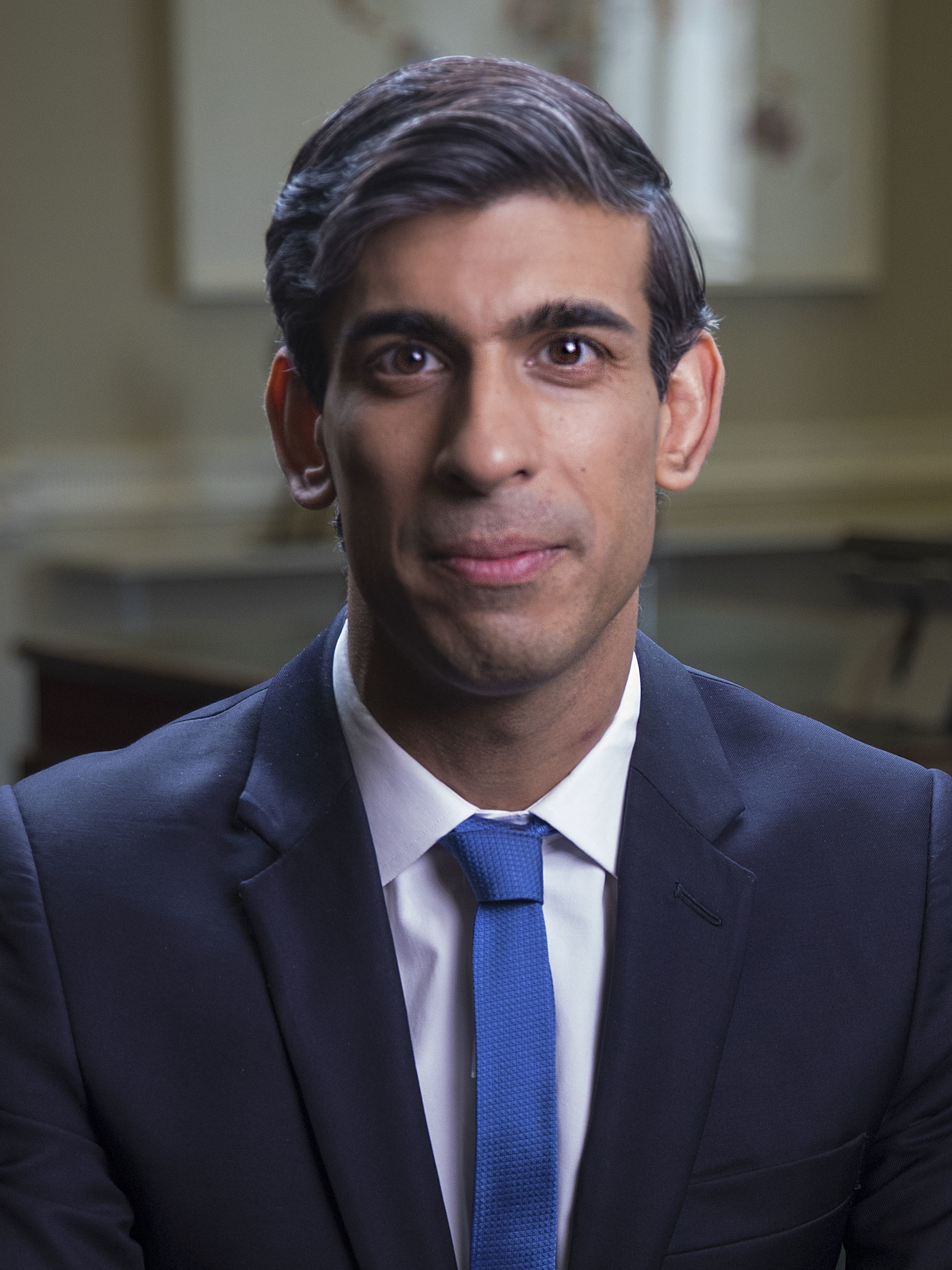
Великобритания Риши Сунак, Премьер-министр
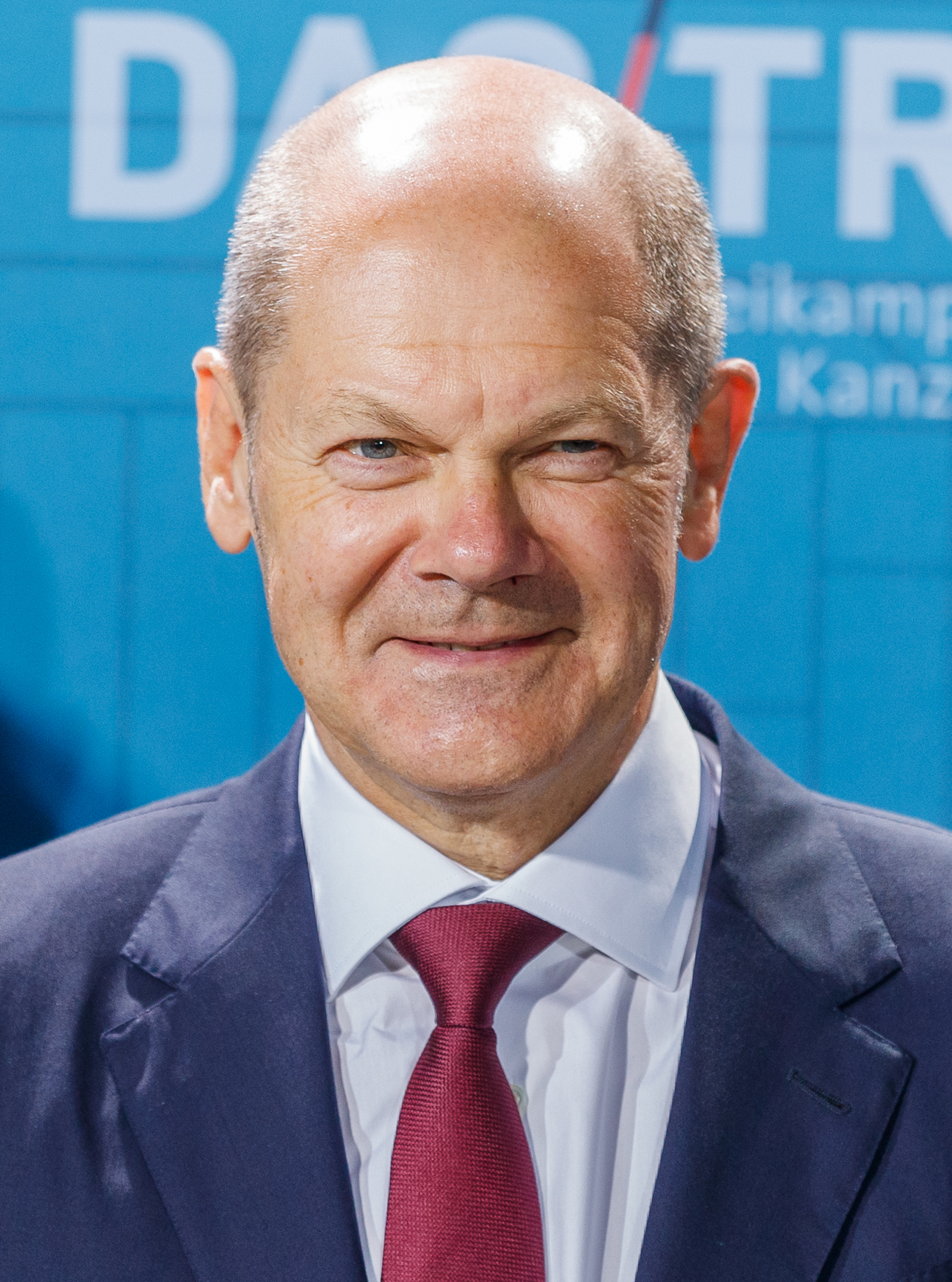
Германия Олаф Шольц, Канцлер
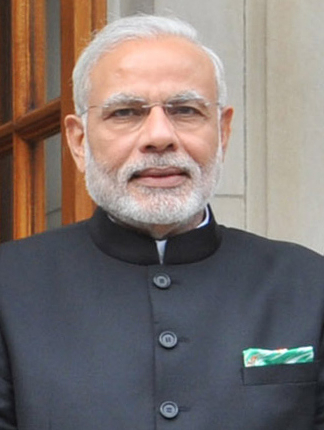
Индия Нарендра Моди, Премьер-министр
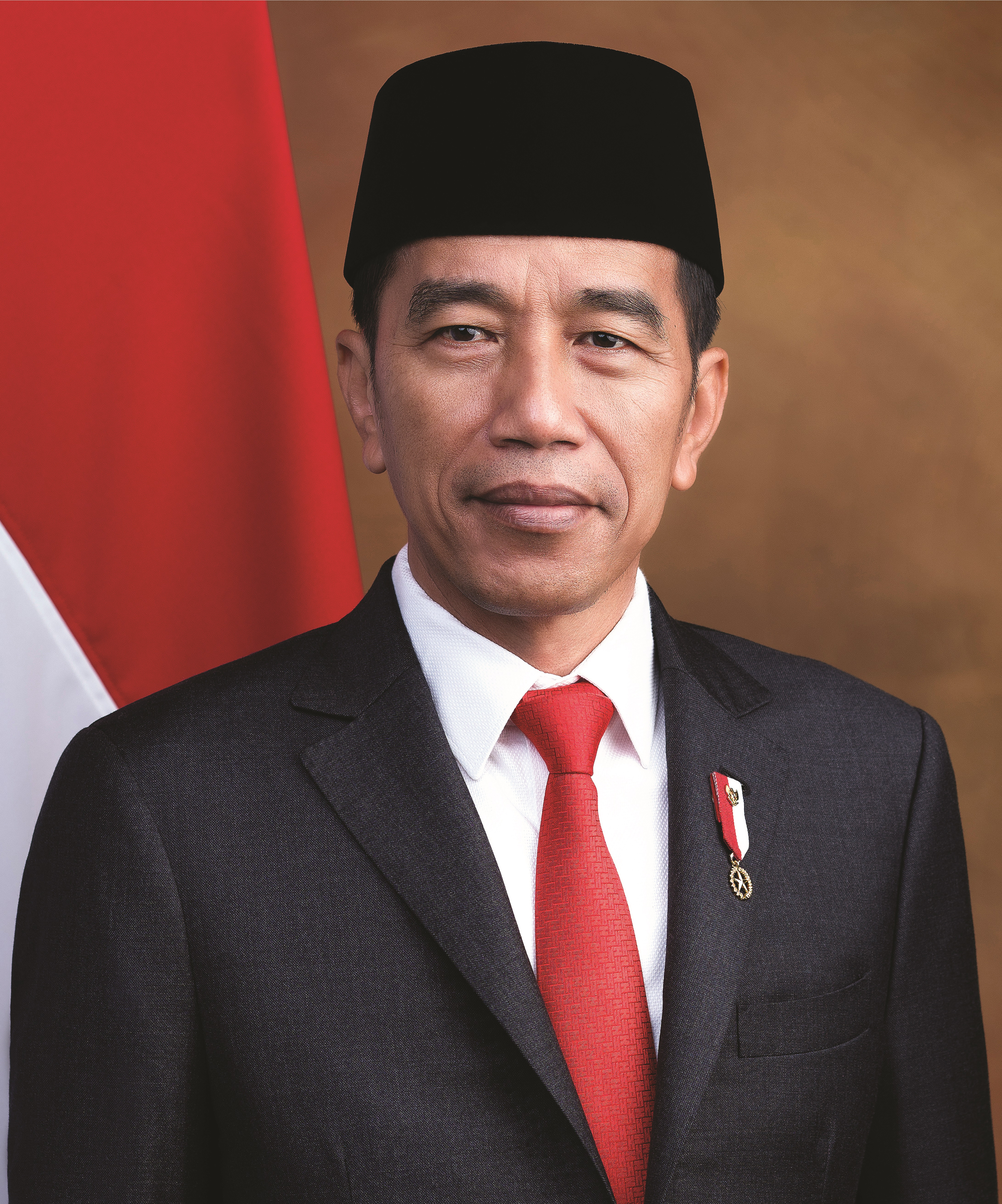
Индонезия Джоко Видодо, Президент, Хозяин саммита
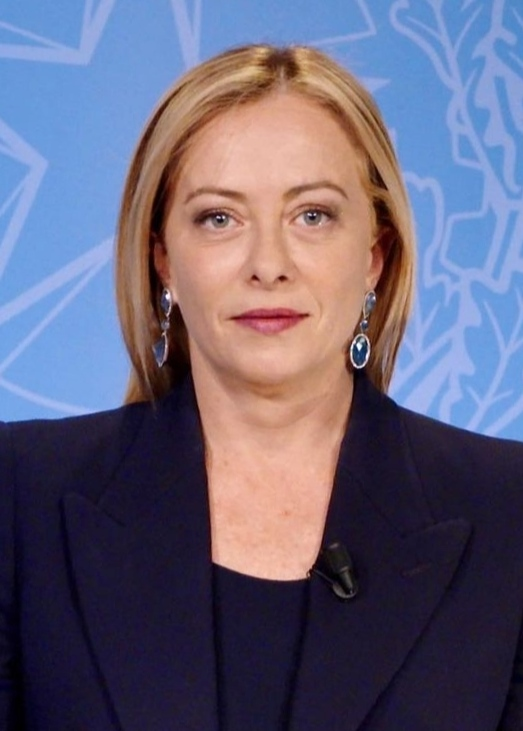
Италия Джорджа Мелони, Премьер-министр
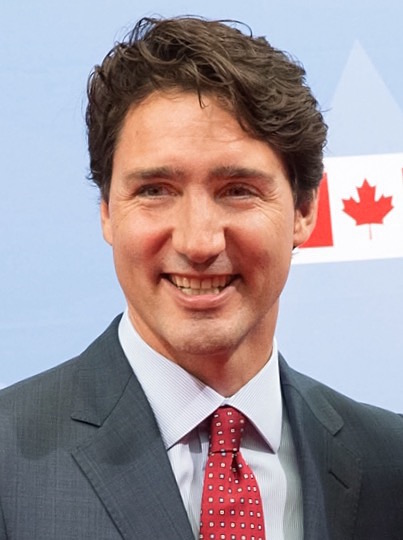
Канада Джастин Трюдо, Премьер-министр
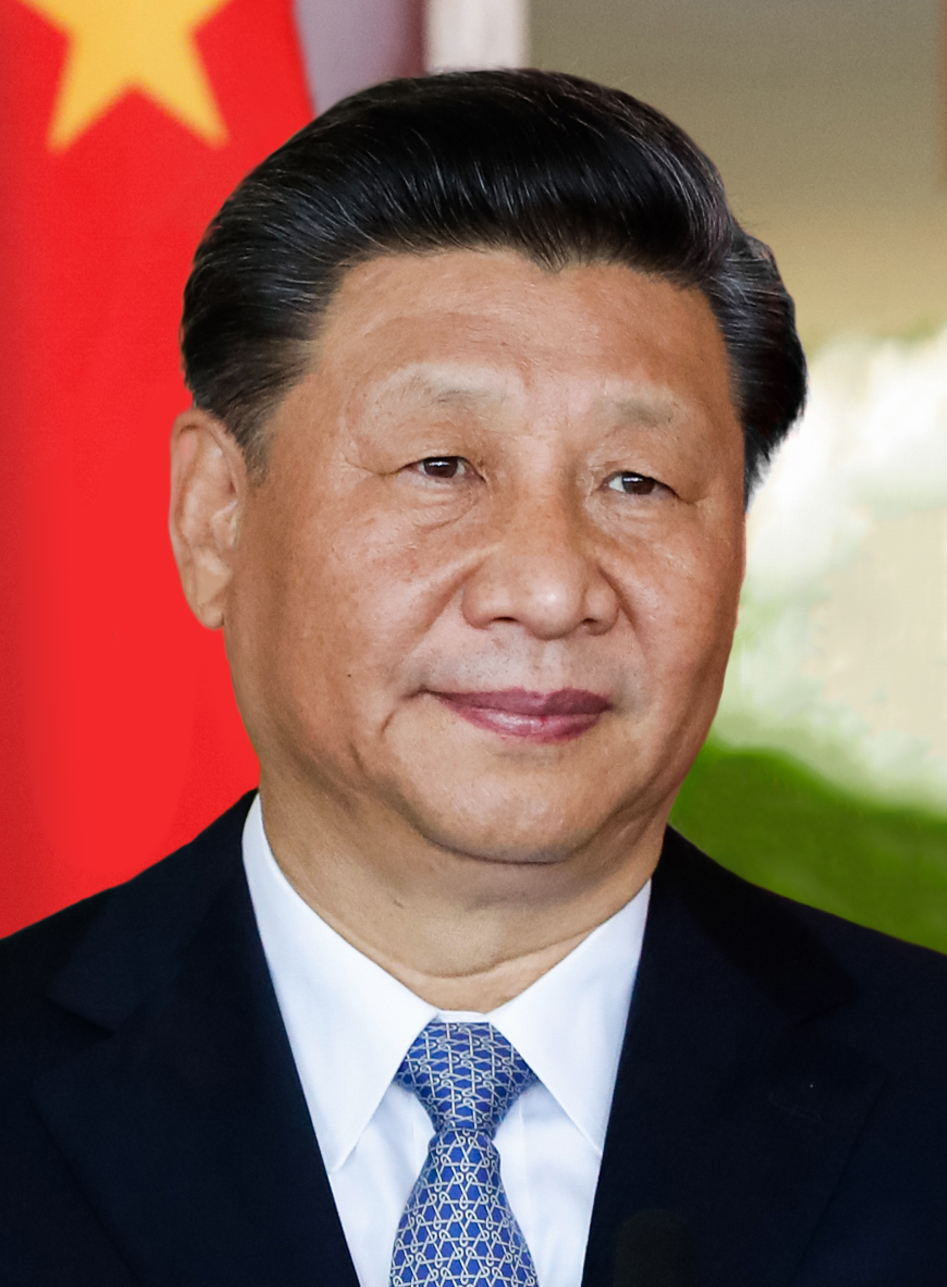
Китай Си Цзиньпин, Председатель
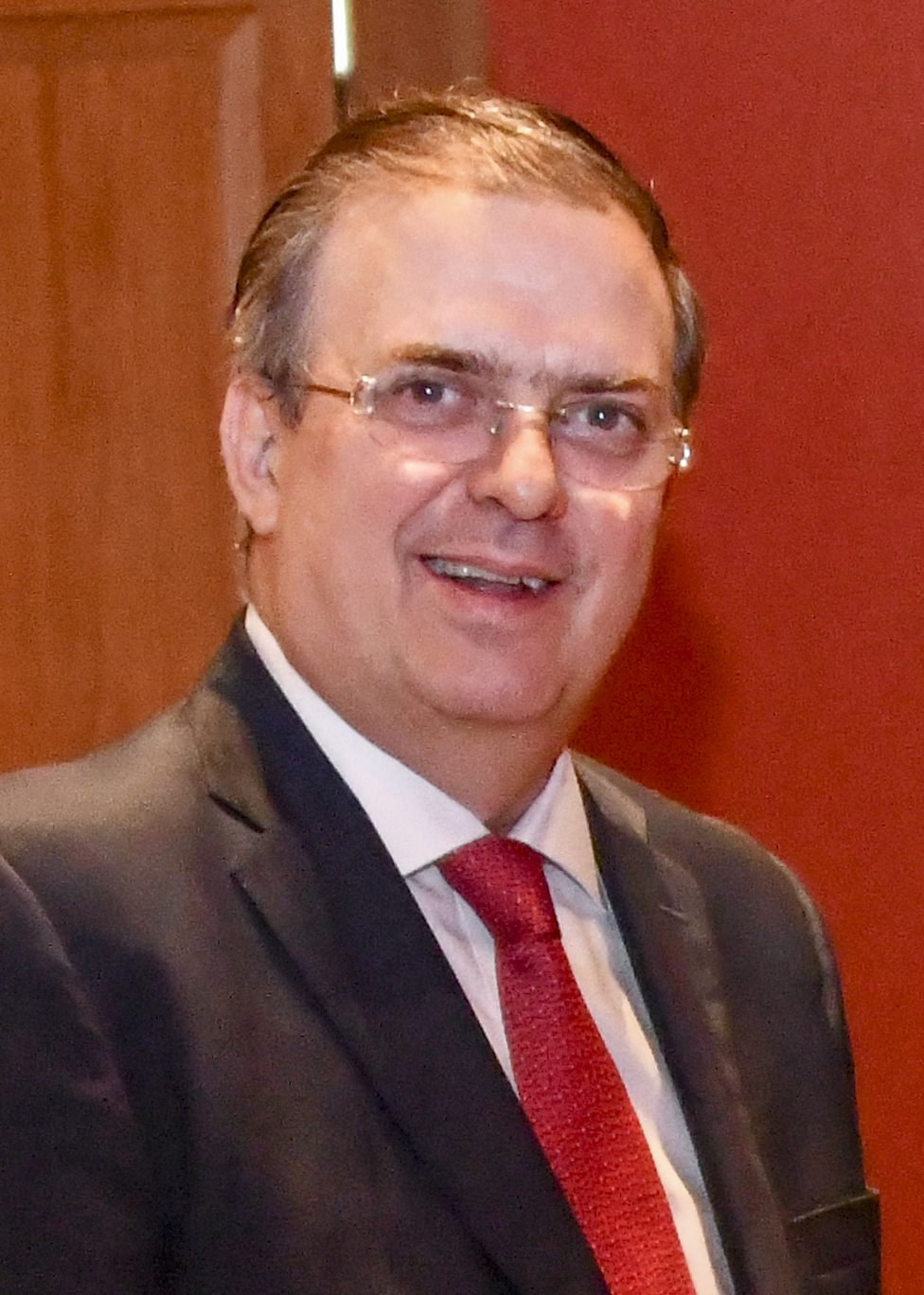
Мексика Марсело Эбрард, Министр иностранных дел
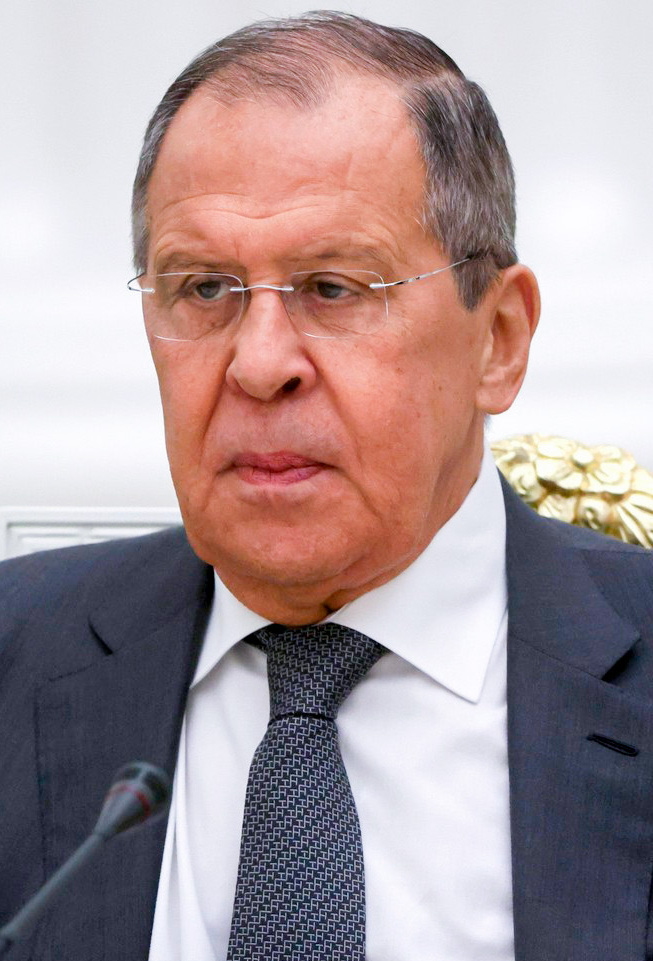
Россия Сергей Лавров, Министр иностранных дел
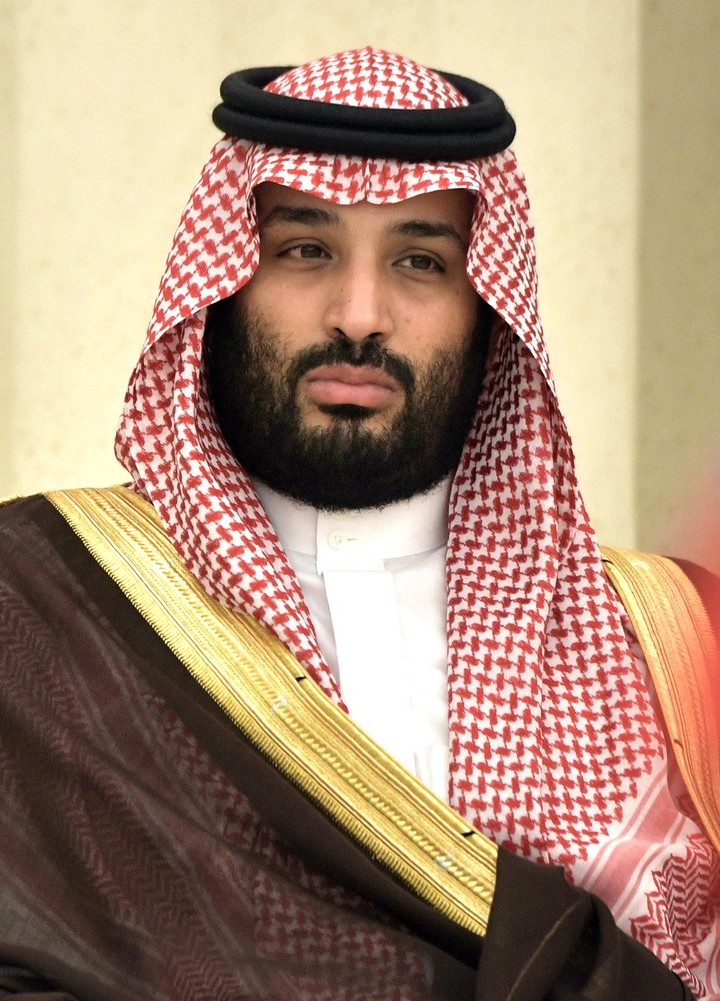
Саудовская Аравия Мухаммед ибн Салман Аль Сауд, кронпринц
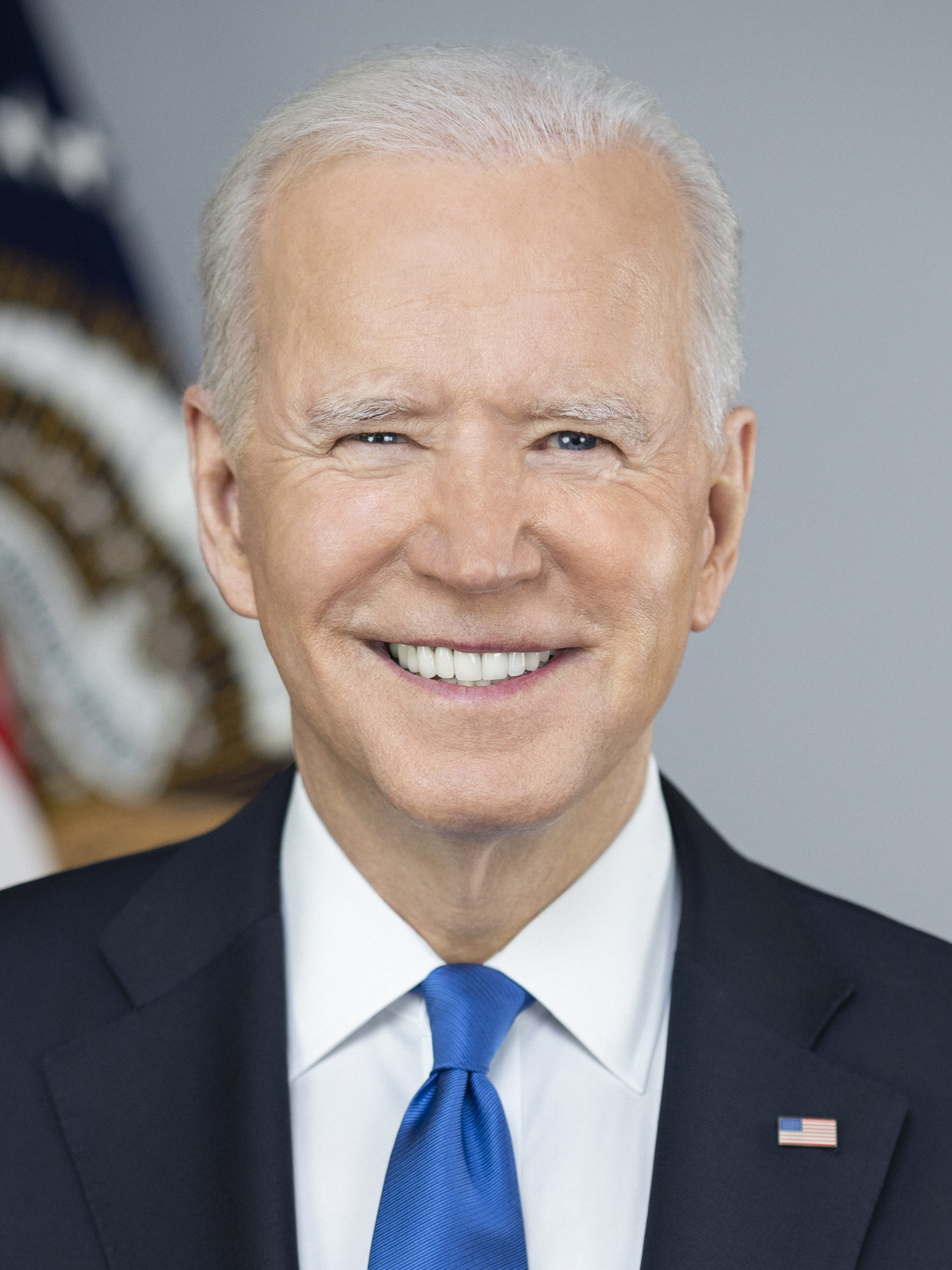
США Джо Байден, Президент
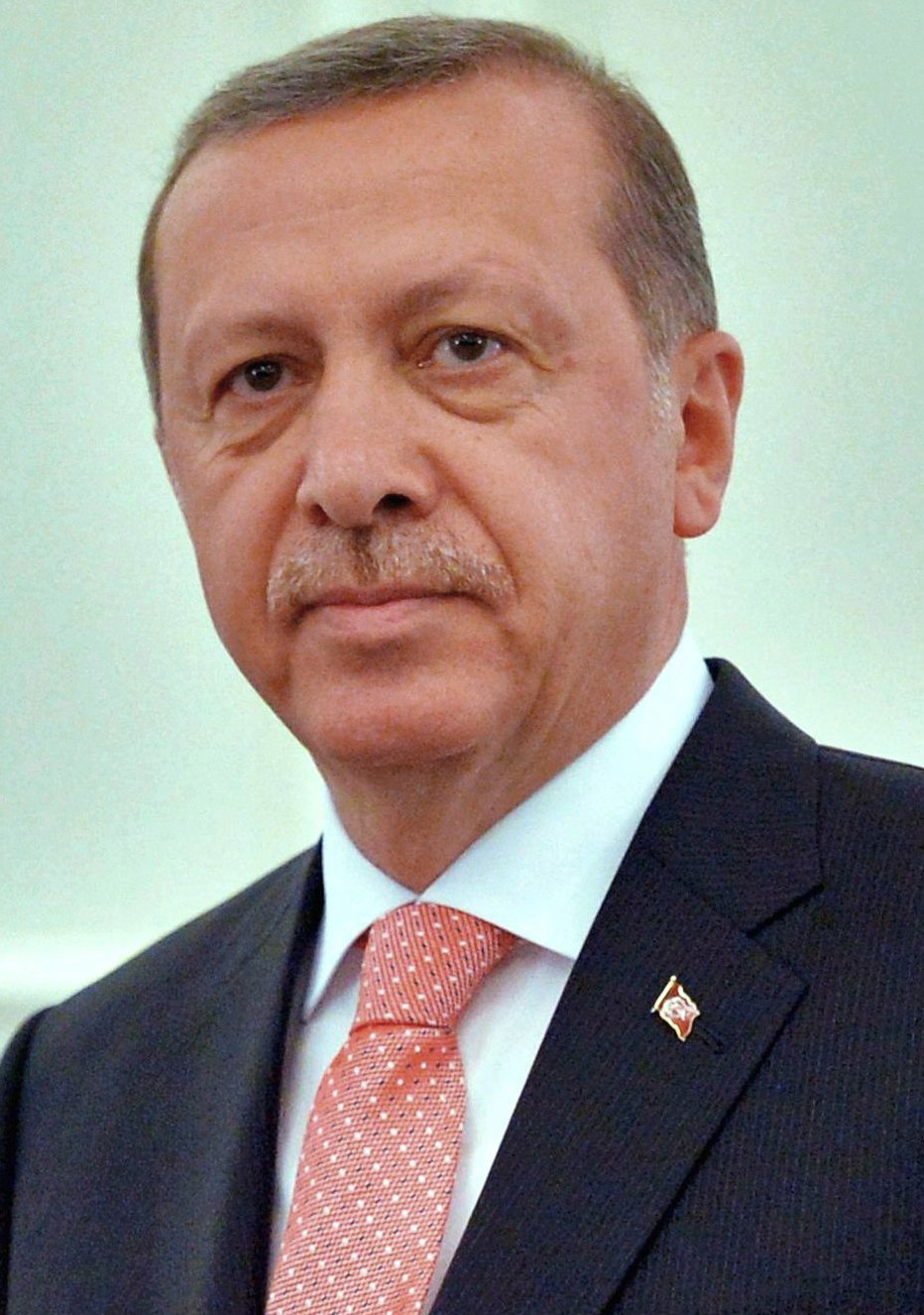
Турция Реджеп Эрдоган, Президент
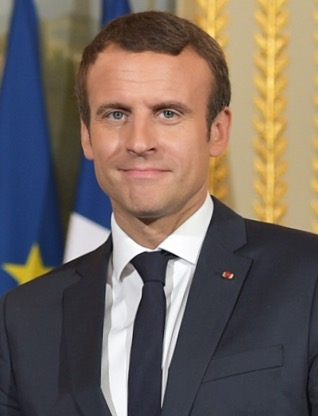
Франция Эмманюэль Макрон, Президент
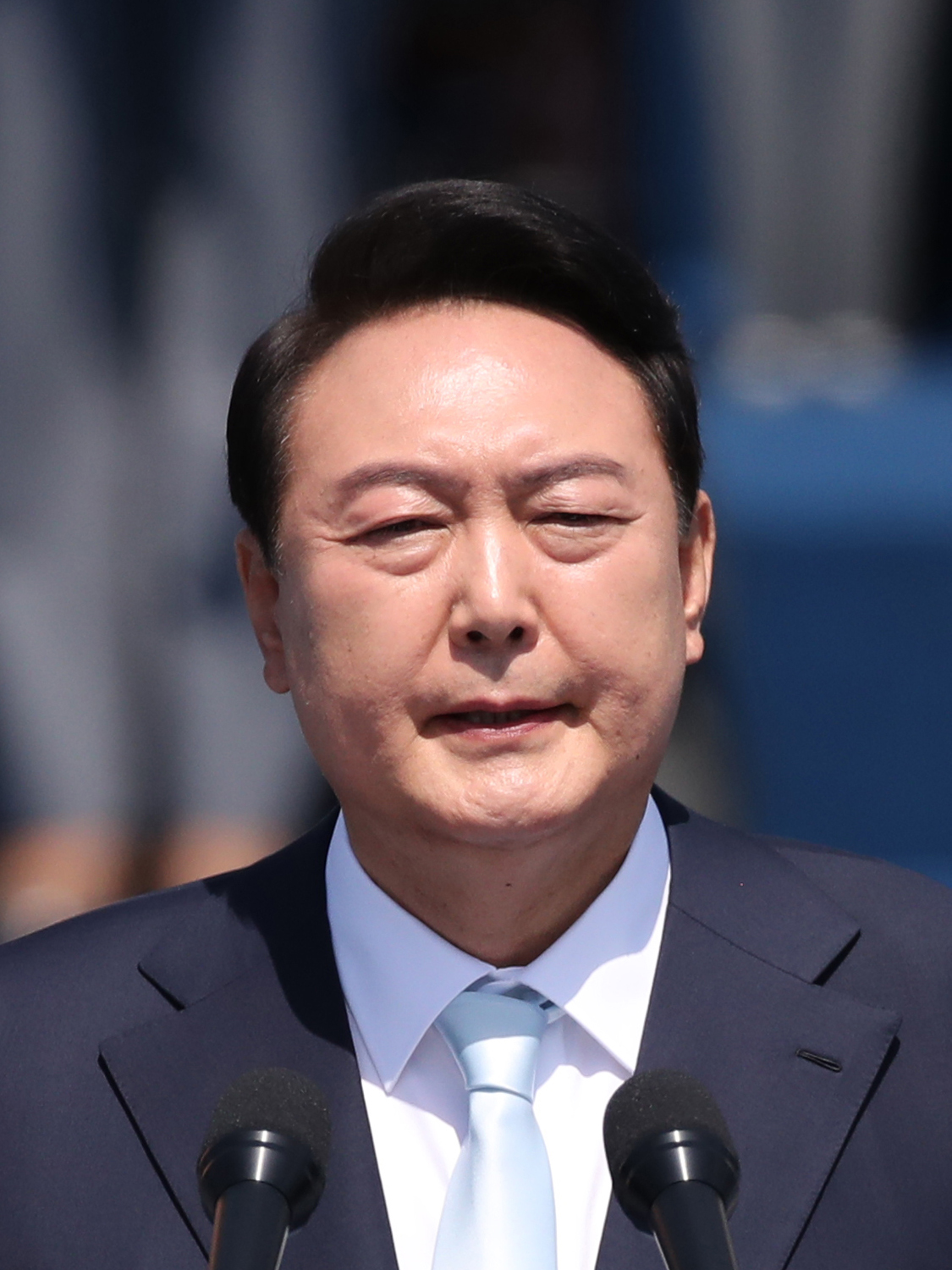
Республика Корея Юн Сок Ёль, Президент
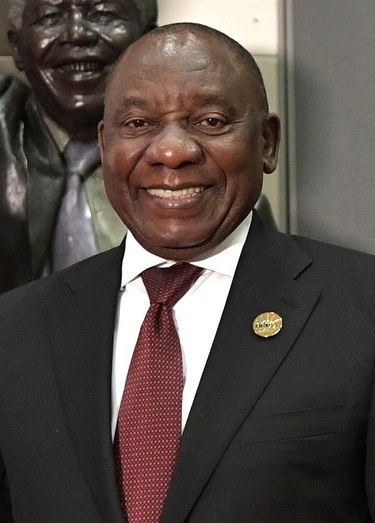
Южно-Африканская Республика Сирил Рамафоса, Президент
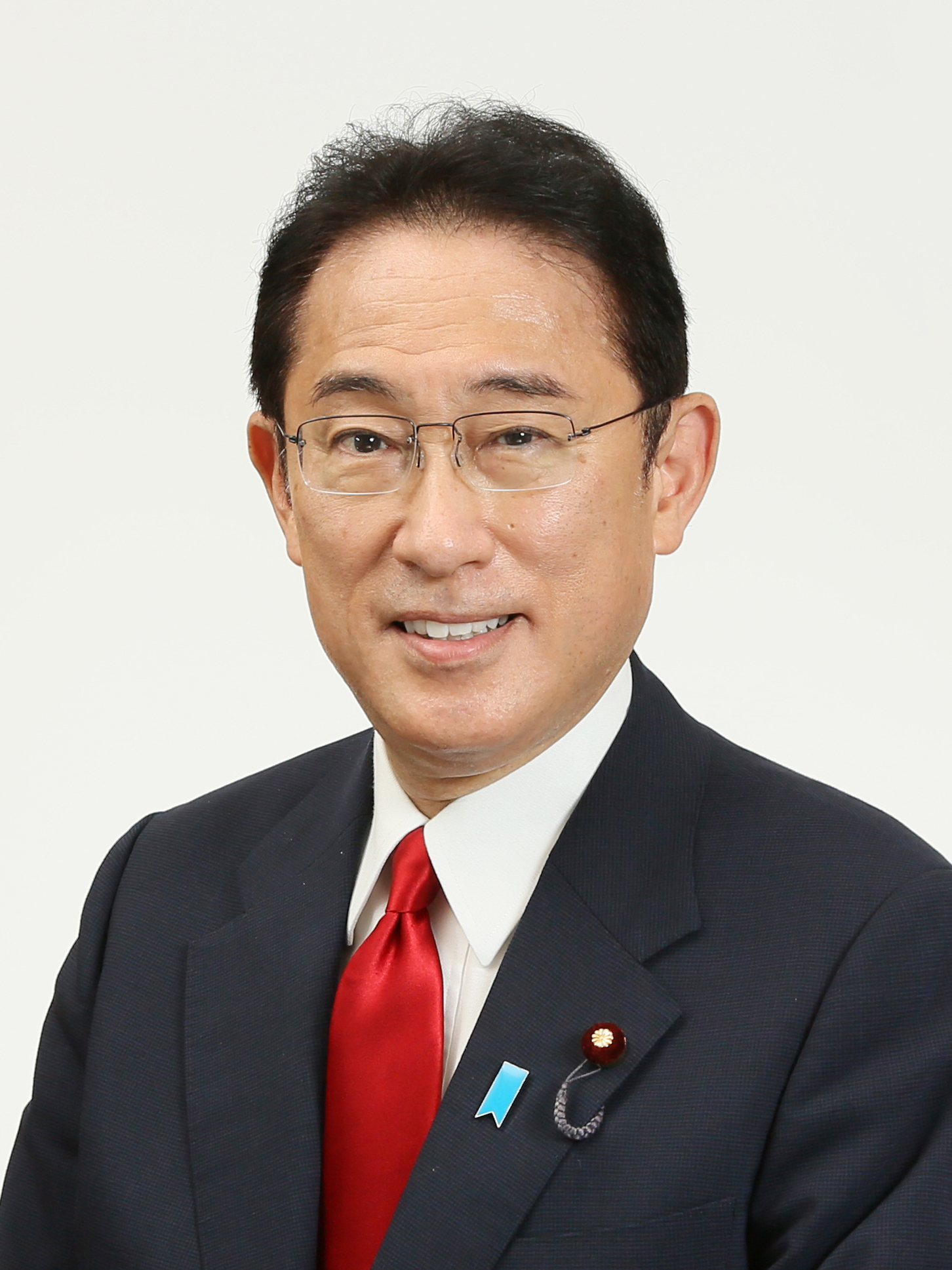
Япония Фумио Кисида, Премьер-министр
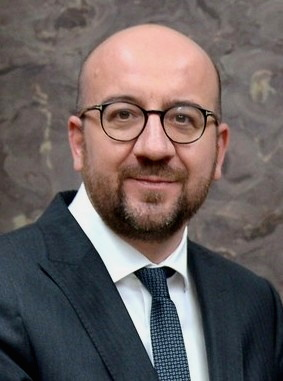
Шарль Мишель, Председатель Европейского совета
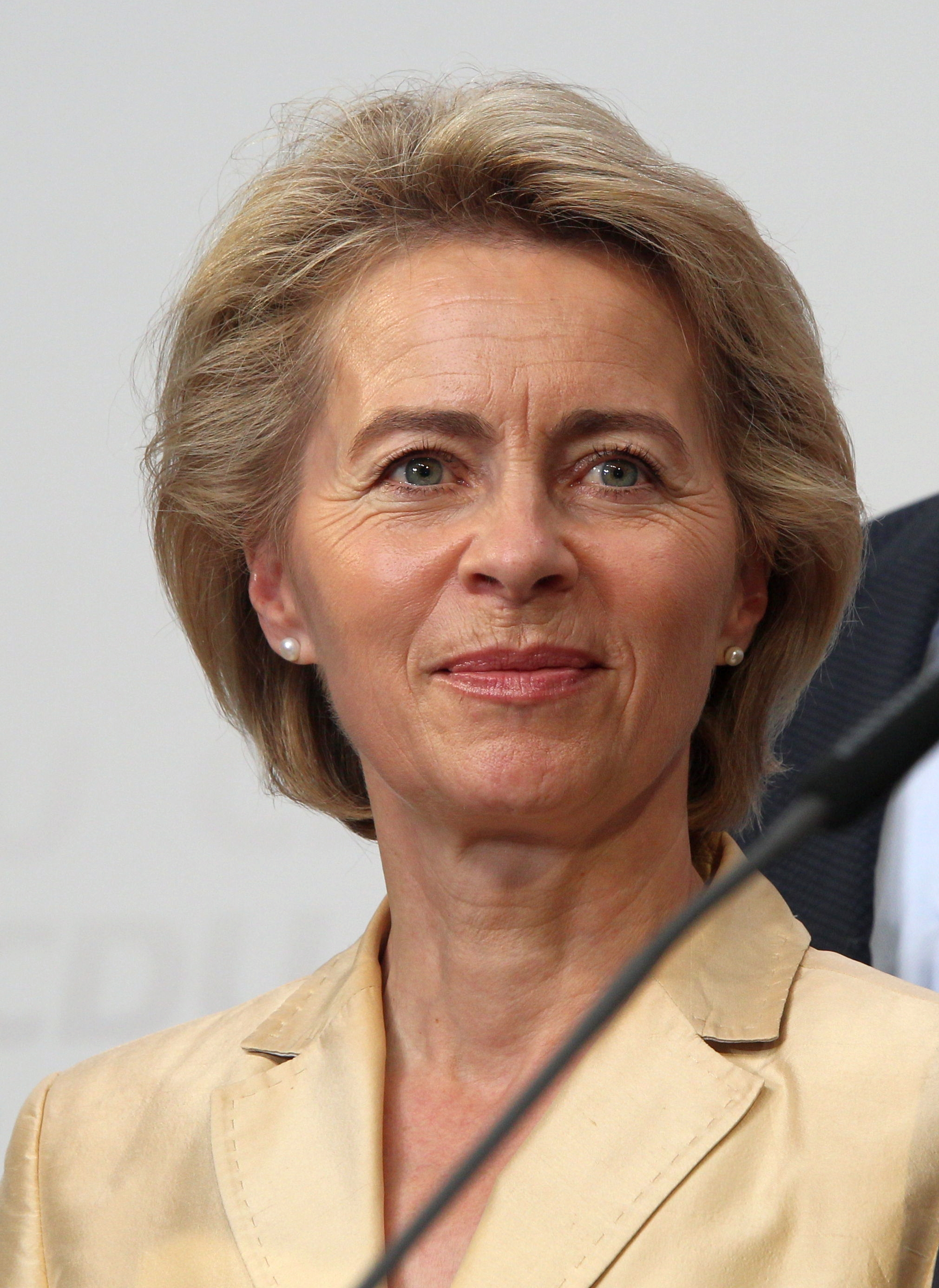
Урсула фон дер Ляйен, Председатель Европейской комиссии

### Приглашены в качестве гостей

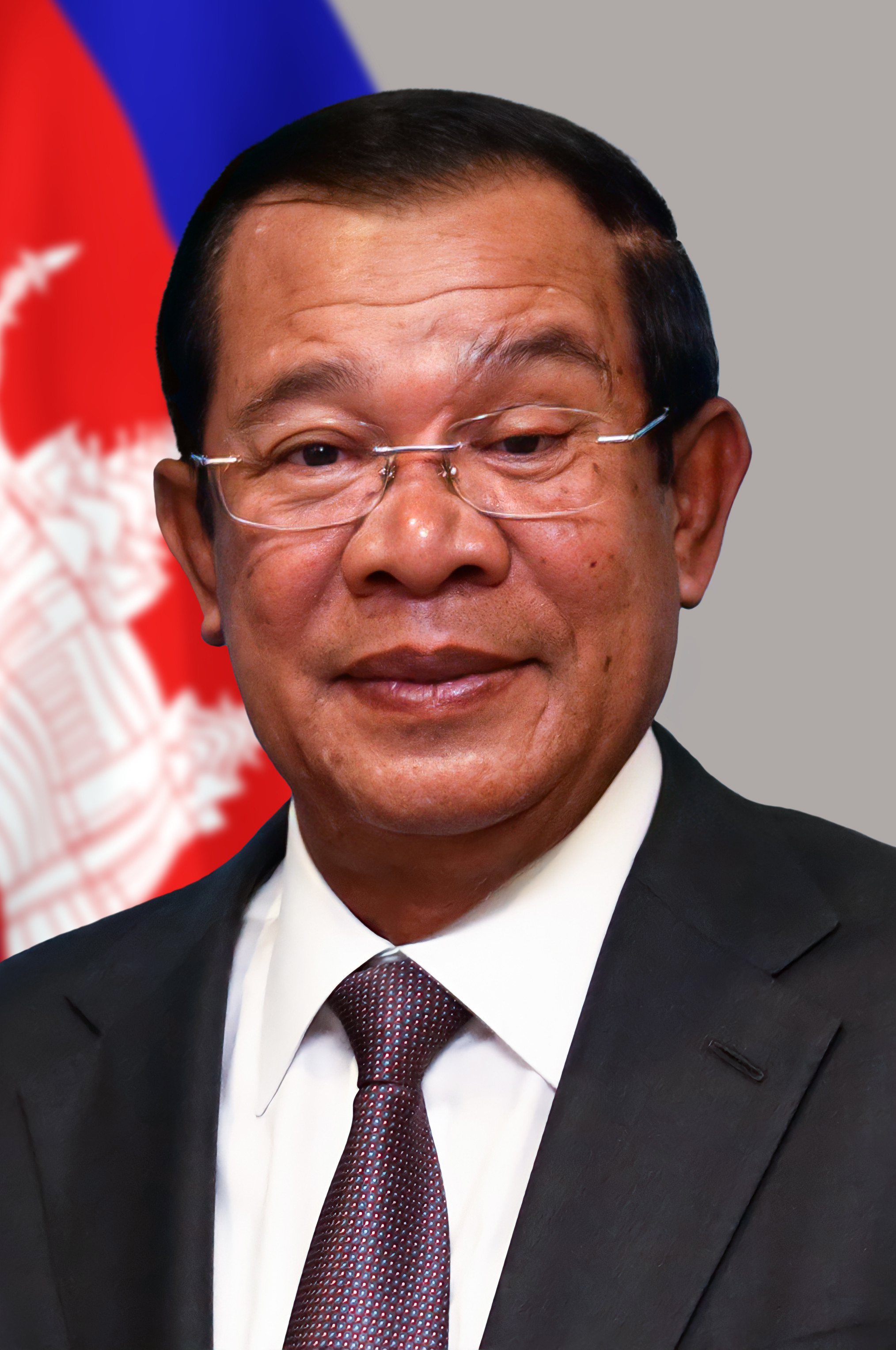
CAM Хун Сен, Премьер-министр, Председатель АСЕАН в 2022 году (не приехал)
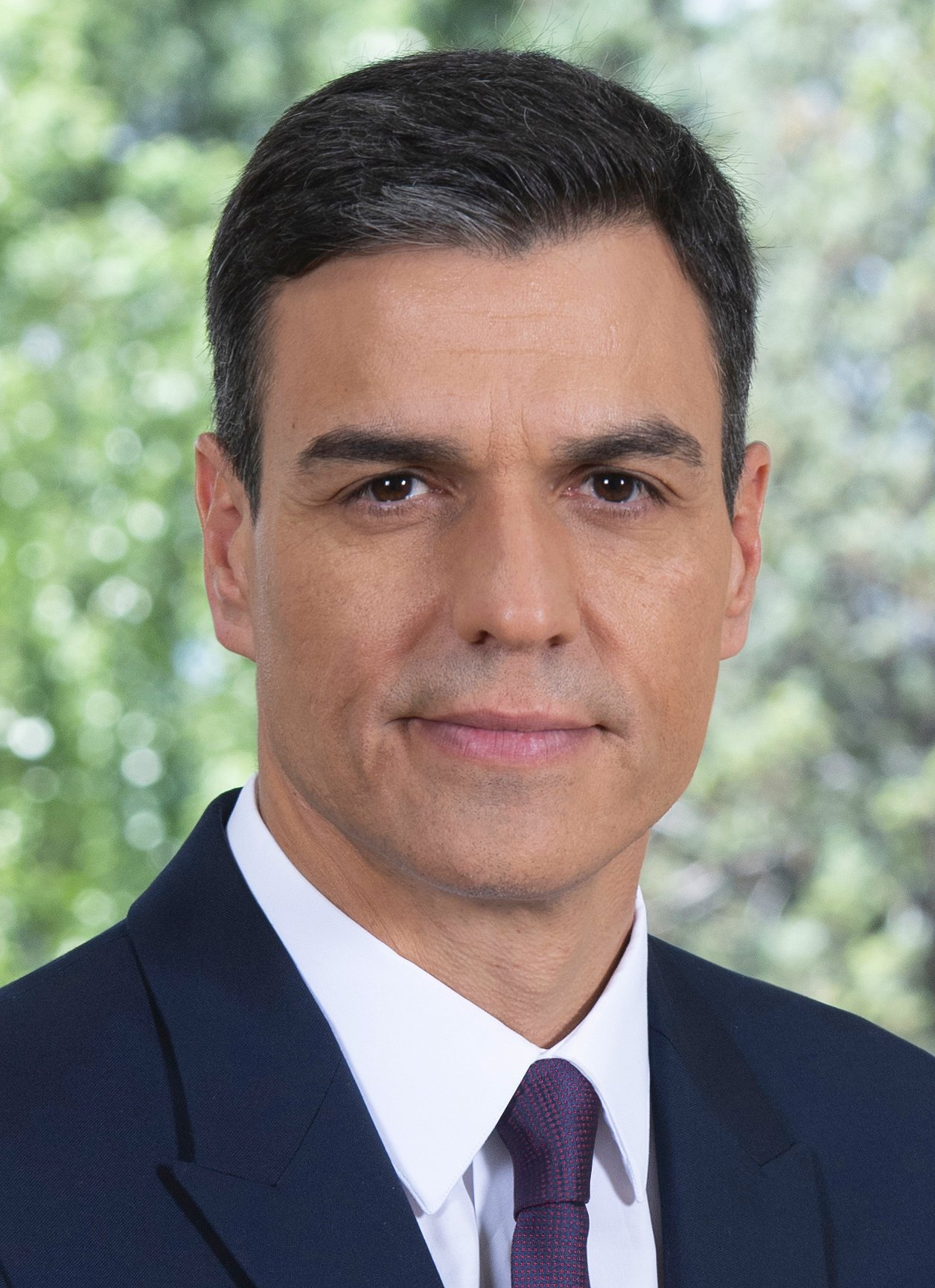
ESP Педро Санчес, Председатель правительства Постоянный приглашённый гость
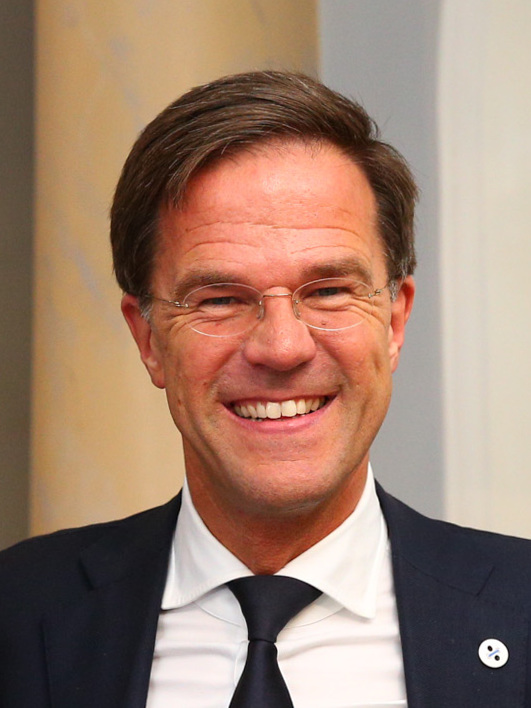
NLD Марк Рютте, Премьер-министр
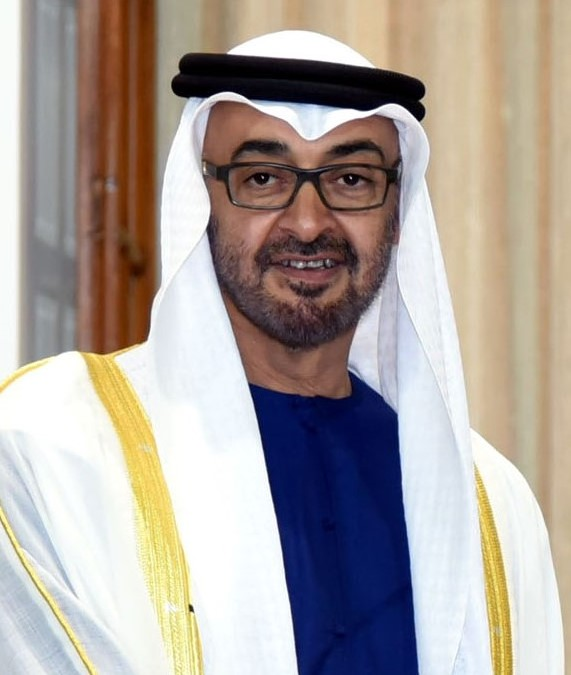
UAE Мухаммад ибн Заид Аль Нахайян, Президент
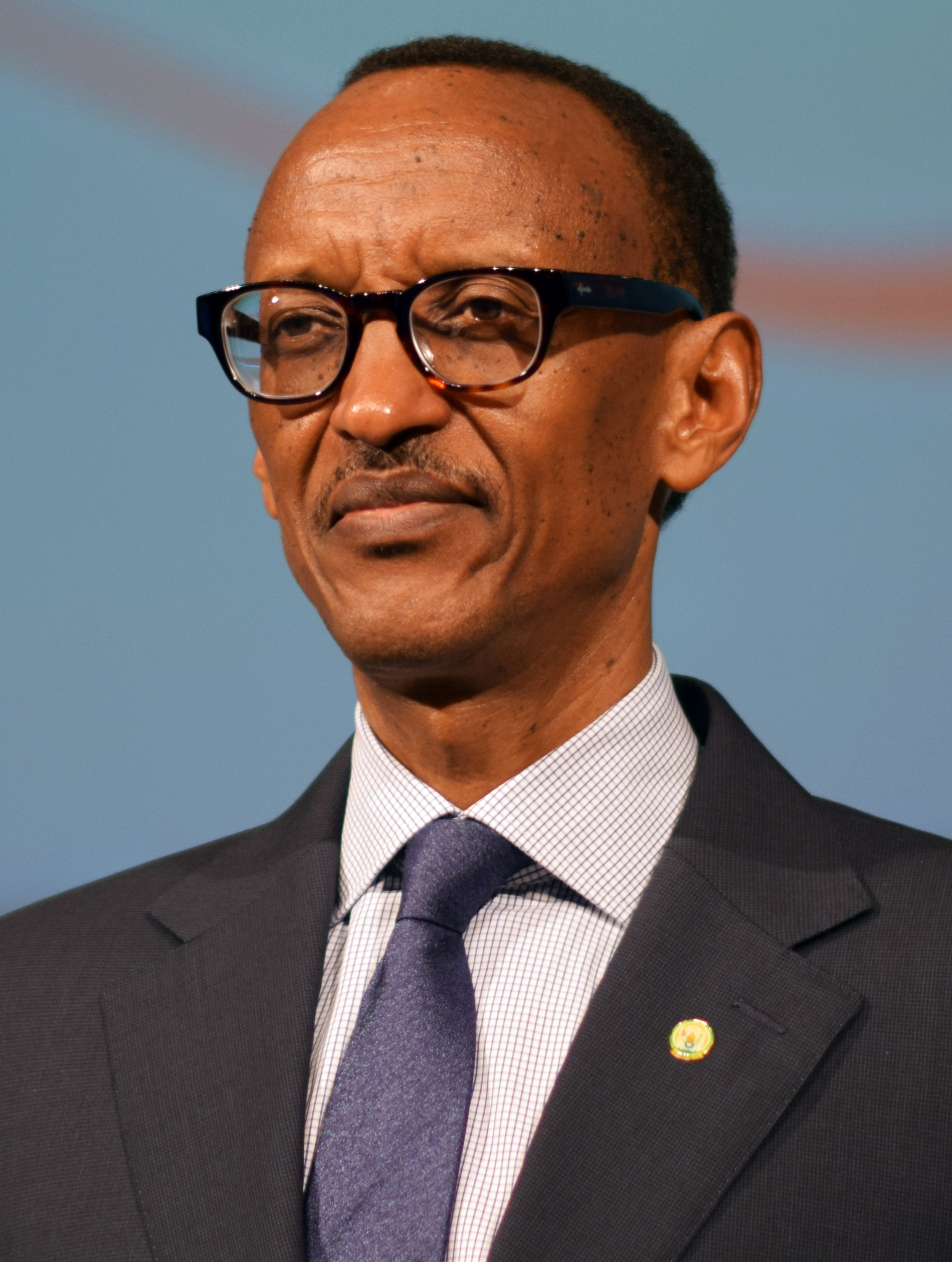
RWA Поль Кагаме, Президент, Председатель НЕПАД в 2020 году
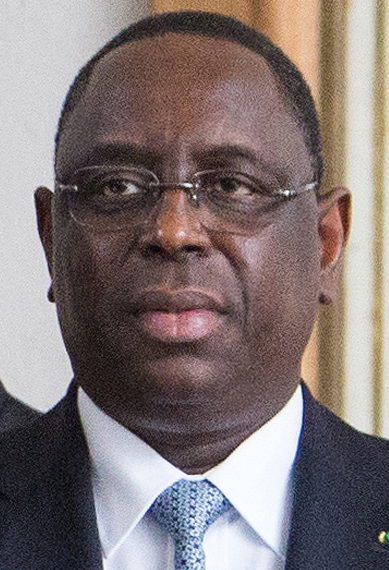
SEN Маки Саль, Президент, Председатель Африканского союза в 2022 году
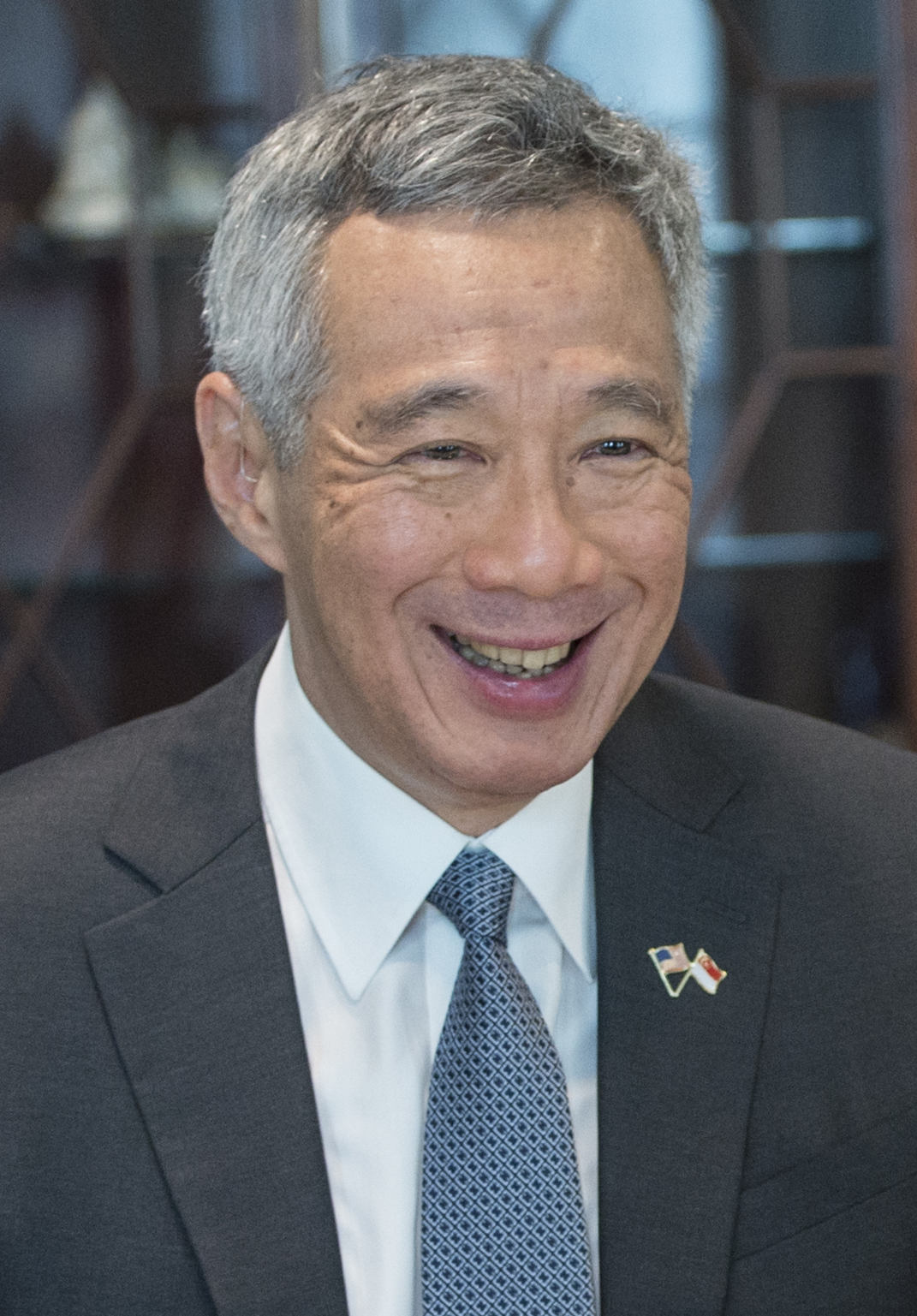
SGP Ли Сянь Лун, Премьер-министр
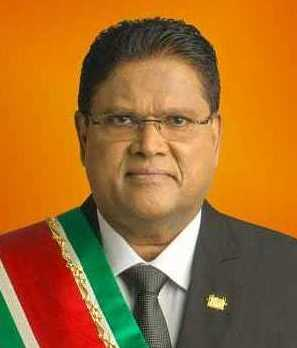
SUR Чан Сантохи, Президент, Председатель Карибского сообщества в 2022 году
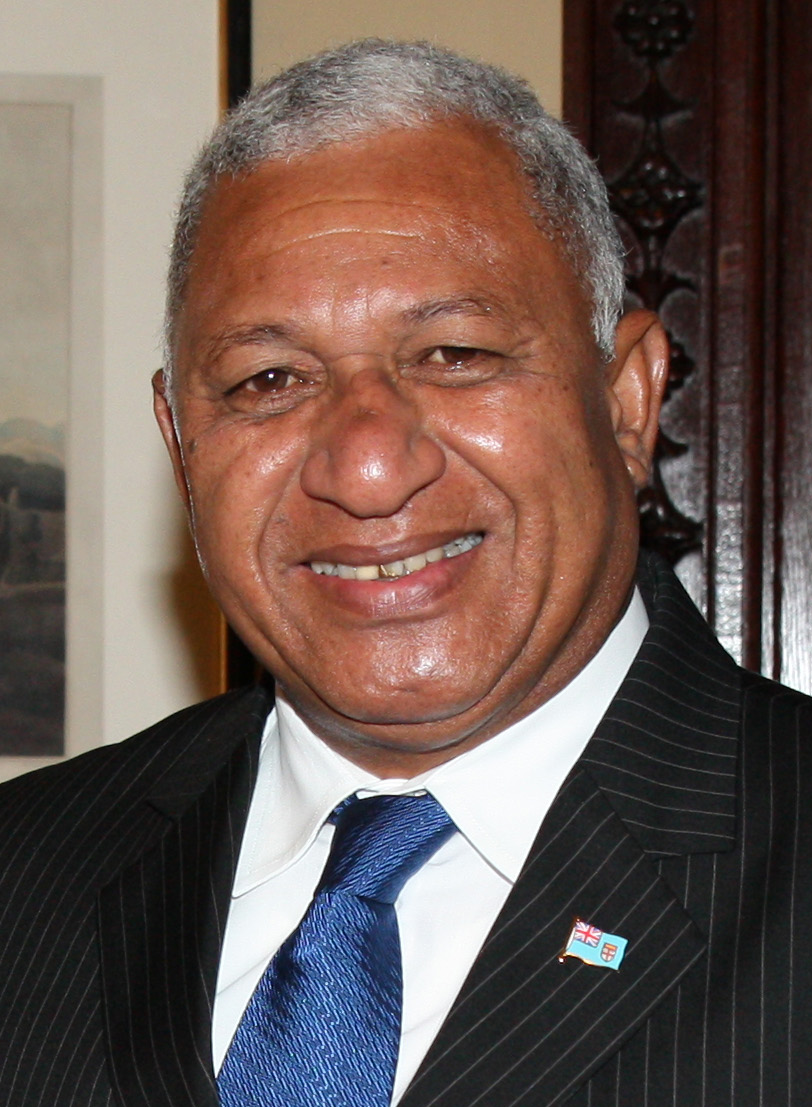
FIJ Фрэнк Мбаинимарама, Премьер-министр, Председатель Форума тихоокеанских островов в 2022 году
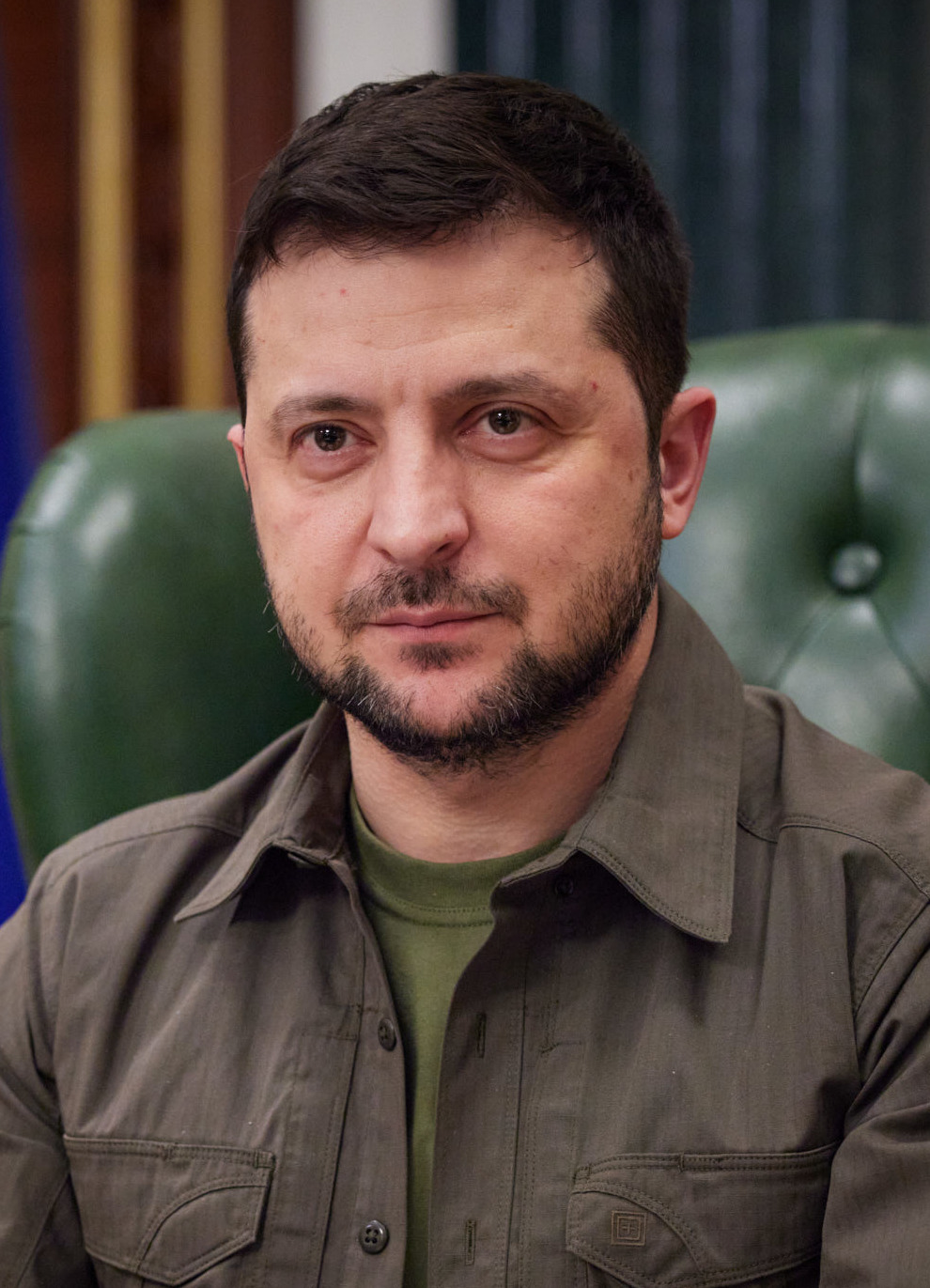
UKR Владимир Зеленский, Президент (не приехал, выступил в онлайн-режиме)

- Камбоджа
Хун Сен, Премьер-министр, Председатель АСЕАН в 2022 году (не приехал)
- Испания
Педро Санчес, Председатель правительства
Постоянный приглашённый гость
- Нидерланды
Марк Рютте, Премьер-министр
- ОАЭ
Мухаммад ибн Заид Аль Нахайян, Президент
- Руанда
Поль Кагаме, Президент, Председатель НЕПАД в 2020 году
- Сенегал
Маки Саль, Президент, Председатель Африканского союза в 2022 году
- Сингапур
Ли Сянь Лун, Премьер-министр
- Суринам
Чан Сантохи, Президент, Председатель Карибского сообщества в 2022 году[6]
- Фиджи
Фрэнк Мбаинимарама, Премьер-министр, Председатель Форума тихоокеанских островов в 2022 году[6]
- Украина
Владимир Зеленский, Президент (не приехал, выступил в онлайн-режиме)

## Итоги
Лидеры завершили встречу на Бали принятием итогового заявления, ставшего результатом трудного компромисса по проблеме украинского конфликта. Также в нём отмечается: «Мы продолжим обеспечивать единые правила игры и честную конкуренцию, чтобы способствовать созданию благоприятной для всех торговой и инвестиционной среды».